# Palazzo Madama (Turin)

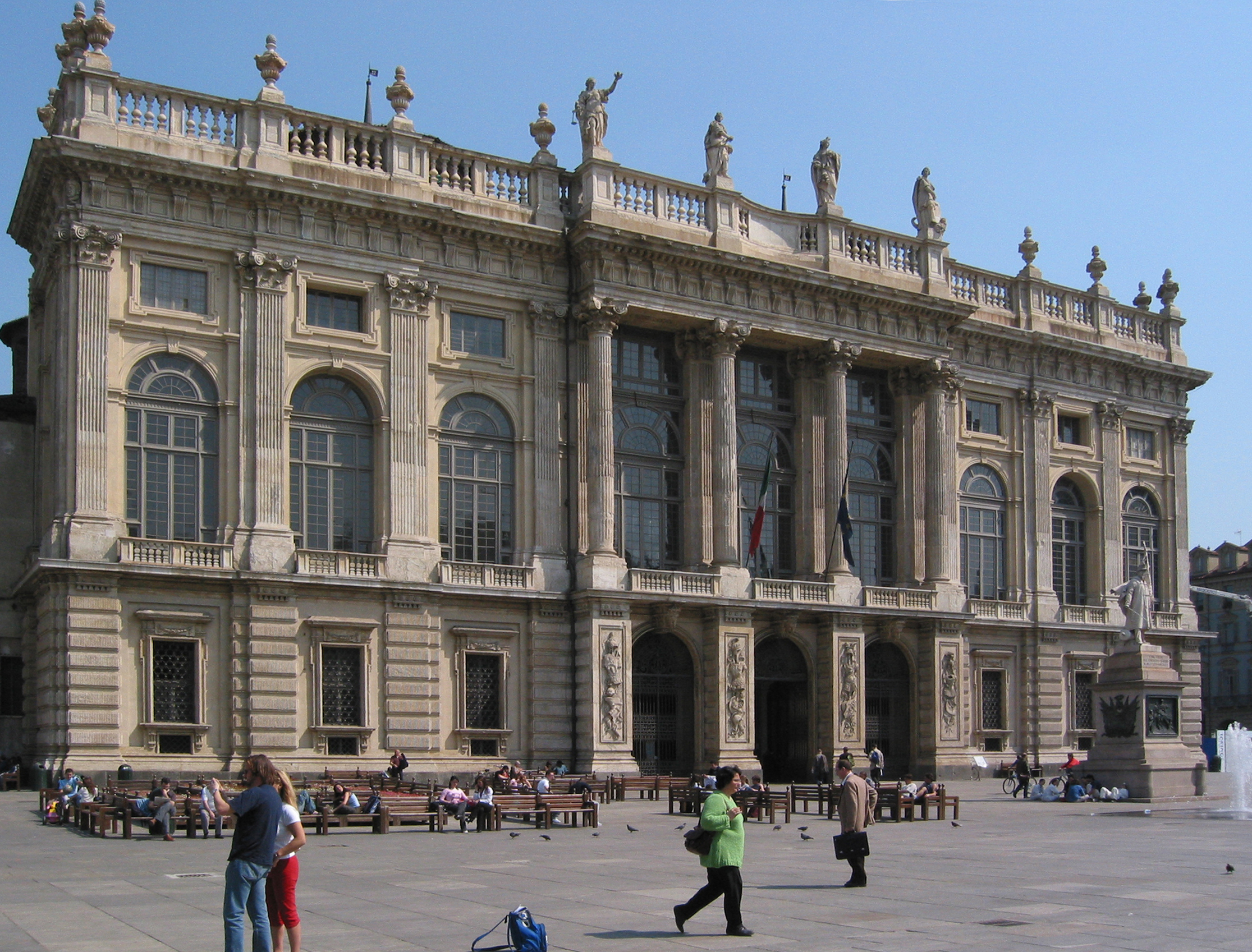
Palazzo Madama

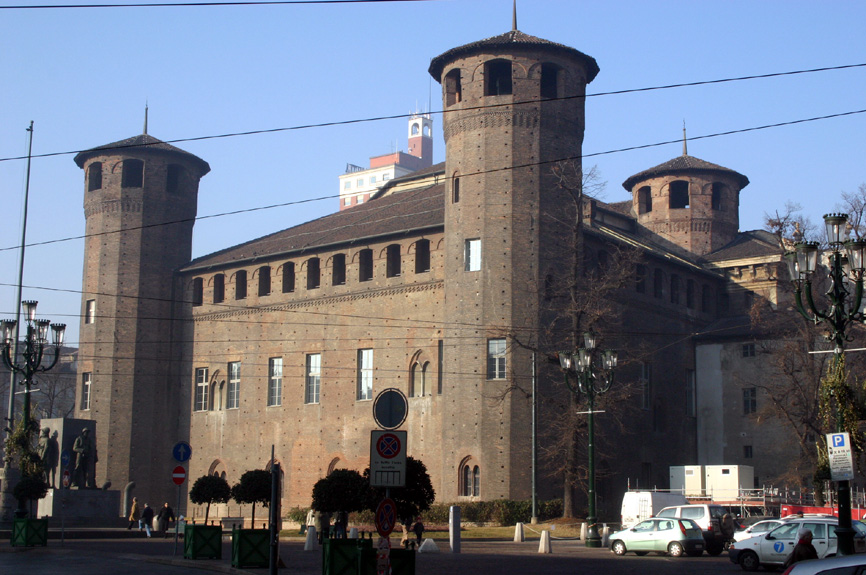
Die Rückseite des Palastes

Der Palazzo Madama in Turin ist ein repräsentativer Stadtpalast, der den Herrschern von Savoyen als Wohnsitz diente. Er ist Teil des UNESCO-Weltkulturerbes Residenzen des Hauses Savoyen und beherbergt heute ein Kunstmuseum.

## Geschichte
Der Palast befindet sich auf dem Gebiet der antiken römischen Stadt Augusta Taurinorum, deren Stadttor, die Porta Decumana von 45 v. Chr., in den heutigen Bau integriert ist. Herzog Filippo von Savoyen bezog die beiden Türme des Stadttors (sie sind heute durch die späteren Erweiterungen nicht mehr sichtbar) bei der Errichtung einer Festungsanlage in den Bau mit ein. Ähnlich wie in Pavia oder Mailand lag das castello aus strategischen Gründen am Rande der beherrschten Stadt (wie ja auch später die Zitadelle am gegenüberliegenden Rand des damaligen Stadtkarrees positioniert wurde). 1402 bis 1415 wurde der Bau unter Filippos Nachfolger Ludovico vergrößert und mit den östlichen Backsteintürmen bestückt. Im 17. Jahrhundert wählte Maria Cristina von Frankreich, genannt Madama Reale, den Palast zu ihrem bevorzugten Wohnsitz und ließ ihn ab 1638 schlossartig ausbauen. Seit dieser Zeit trägt er den Namen Palazzo Madama. Aus dieser Zeit stammt die Überwölbung des Innenhofs. 
Im 18. Jahrhundert wurde der Palast erneut umgebaut, erhielt die heutige stadtseitige Fassade und das repräsentative Treppenhaus. 1848 wurde er Sitz des Senato del Regno. Zwischen 1883 und 1885 wurden die drei mittelalterlichen Seiten des Palastes unter der Leitung von Alfredo d’Andrade gründlich im Sinne des Historismus restauriert. Deren heutiges Bild wird durch Andrades Vorstellungen und seine Restaurierungsmaßnahmen, für die er eigens 30.000 besondere Ziegel brennen ließ, bestimmt. Seit 1934 wird der  Palast als Museum genutzt.

## Architektur
Von 1718 bis 1721 wurde der fassadenseitige Flügel nach dem Entwurf des Turiner Hofarchitekten Filippo Juvarra im Sinne barocker Repräsentationsarchitektur gründlich umgestaltet. Auftraggeberin war die Regentin Maria Giovanna Battista von Savoyen, Witwe des früh verstorbenen  Herzogs Carlo Emanuele II.
Die Fassade wurde aus dem elfenbeinfarbenen Kalkstein des Susatals erbaut, der durch seine helle und durchscheinende Wirkung die auf Transparenz angelegte Architektur unterstreicht. Sie ist deutlich von der Gartenfassade des Schlosses in Versailles angeregt: das rustizierte Sockelgeschoss, die großen Rundbogenfenster des piano nobile mit ihren vorgesetzten Balustraden, darüber das Mezzaningeschoss, die wie ein Portikus vor die gerade Fassadenlinie gesetzte Säulenstellung, all das kennt man aus Frankreich, ist hier aber durch die Reduzierung des französischen Vorbildes weniger von der dortigen Horizontalwirkung bestimmt, im Übrigen auch plastischer modelliert. Vier Reliefs mit Trophäen rahmen die drei Portale ein, die jeweils mit mächtigen Löwenköpfen als Schlusssteinen verziert sind. Der Bau wird bekrönt durch eine Balustrade mit Vasen und vier allegorischen Figuren auf der Attika, die Macht, Wohlstand, Fruchtbarkeit und Gerechtigkeit verkörpern. Das Monogramm MJB der Bauherrin findet reichliche Verwendung im Bauschmuck. Die plastischen Arbeiten stammen von Giovanni Baratta. 

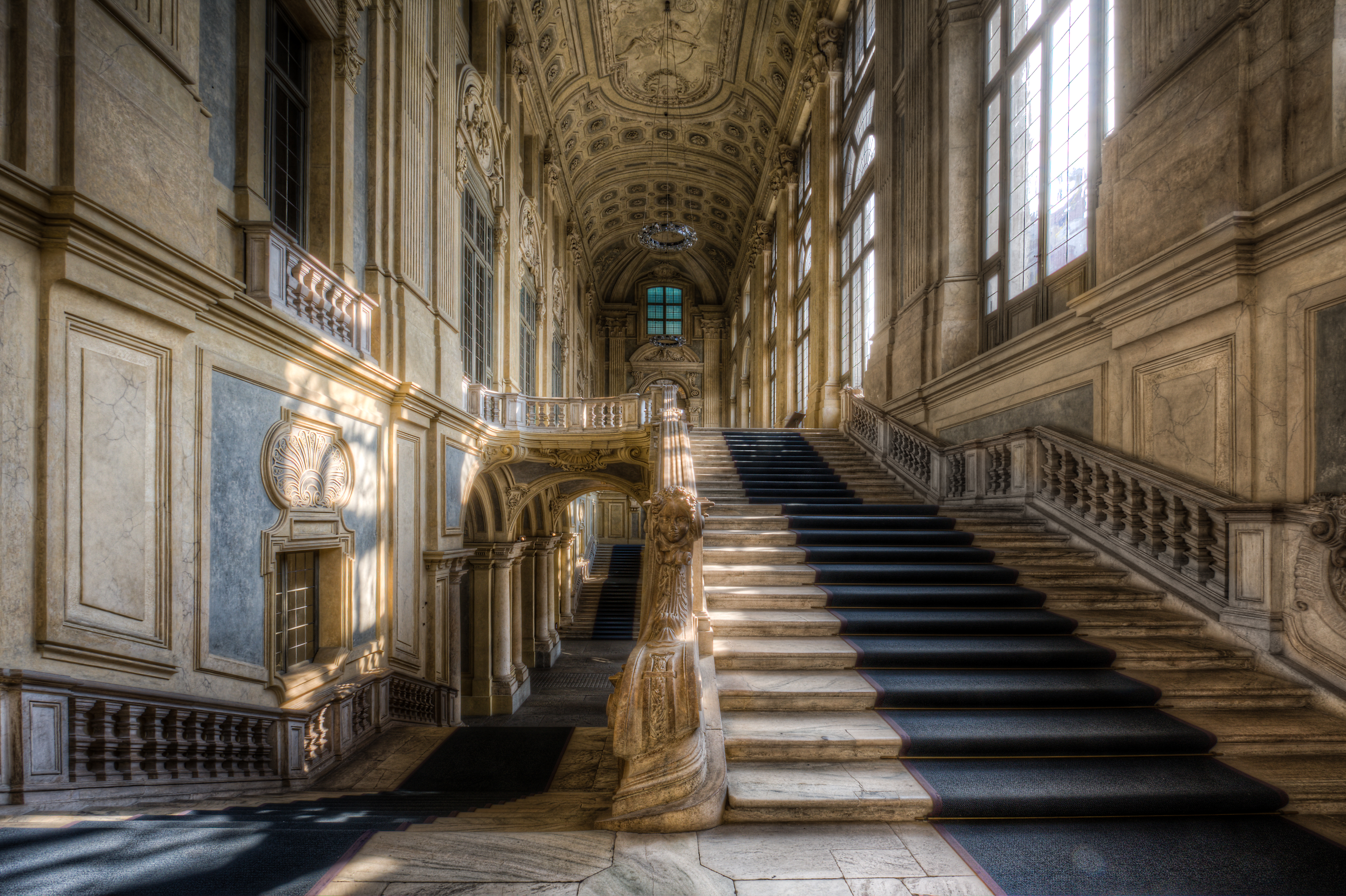
Treppenhaus von Juvarra im Palazzo Madama

Stärker auf italienische Traditionen plastisch bewegter Architektur geht das Innere zurück. Berühmt ist das durch Größe und doppelläufige Anlage beeindruckende Treppenhaus, das sich mit 25 m Raumhöhe und etwa 50 m Länge fast über die ganze Breite des Baus erstreckt. Juvarra hatte es mit seiner großzügigen Durchfensterung so vor die Front des 17. Jahrhunderts gelegt, dass es mit seiner Lichtfülle auch die hinter der ehemaligen Fassadenflucht liegenden Räume erhellt. Die beiden Läufe münden im piano nobile auf einem gemeinsamen Mittelpodest, von dem aus drei Zugänge in den Festsaal über dem seit dem 17. Jahrhundert geschlossenen Innenhof führen.

## Museum
Der Palast ist seit 1934 Sitz des Museo Civico d' Arte Antica. Er beherbergt eine Sammlung mittelalterlicher Skulpturen und Gemälde, das (in der Regel nicht ausgestellte) Turin-Mailänder Stundenbuch sowie eine kunsthandwerkliche Abteilung mit Glas, Porzellan und Keramik aus verschiedenen Epochen. 